# Ә (кирилиця)
Ә, ә (шва) — кирилична літера. Вона присутня у казахській (2-га), татарській (2-га), башкирській (40-ва), дунганській (8-ма), кетській (33-тя) абетках. Ця літера входила також до азербайджанської (7-ма) та туркменської (9-та) кириличних абеток, які нині не використовують. 

## Фонетичне значення
- В калмицькій, казахській, башкирській, татарській, азербайджанській і туркменській мовах позначає голосний звук /æ/.
- В дунганській — /ɤ/.
- В кудській — /ə/.
- В абхазькій позначає лабіалізацію приголосних і не вживається самостійно. Диграфи з ә займають окремі позиції в абхазькій абетці.